# Waldemar Thrane
Œuvres principales
- Fjeldeventyret (1825)

Waldemar Thrane est un violoniste, chef d'orchestre et compositeur norvégien, né à Christiana (aujourd'hui Oslo) le 8 octobre 1790 et mort dans la même ville le 30 décembre 1828.
Waldemar Thrane étudie le violon avec Henrik Groth à Christiana, puis avec Claus Schall à Copenhague (1814-1815)
Thrane poursuit ses études à Paris où il est l'élève de Pierre Baillot pour le violon, d'Antoine Reicha et François-Antoine Habeneck pour la composition. 
De retour dans son pays, il est nommé chef des orchestres de la Société dramatique et du Lyceum musical. En tant que violoniste, il fait des tournées dans son pays.
Il est le musicien norvégien le plus important de son temps et un pionnier de la vie musicale norvégienne. Sa musique trahit l'influence du classicisme viennois et de Carl Maria von Weber. 
Il est surtout connu pour son singspiel Fjeldeventyret (Une aventure de montagne) composé en 1824 et représenté à Christiana le 9 février 1825 qui est le premier opéra norvégien. Dans cette œuvre, Thrane utilise des airs tirés de la musique populaire de Norvège. Il a aussi écrit une ouverture (1818), un finale pour orchestre (1818, perdu), une cantate (1827, perdue) et de la musique pour le piano.
Son neveu, Marcus Thrane (1817-1890), a fait partie des premiers socialistes norvégiens.